# Kannathil Muthamittal
Kannathil Muthamittal è un film indiano in lingua tamil del 2002 diretto da Mani Ratnam.